# Château de Retz
Le château de Retz, appelé à l'origine « chastel de Roye », est situé sur la commune de Feucherolles dans le département des Yvelines, en France.
Il n'existe plus actuellement qu'à l'état de ruine.
Il ne doit pas être confondu avec le Désert de Retz, proche mais sans rapport direct.
Il ne doit pas non plus être confondu avec les vestiges du château de Montjoie, proche mais différent.

## Histoire
De retour de la bataille de Bouvines, Barthélemy de Roye se construit une demeure au cœur de la forêt de Cruye vers 1215,, devenue plus tard la forêt de Marly. Ce « chastel de Roye » devient, pendant la Guerre de Cent Ans un véritable Château fort, destiné à protéger Paris des agressions des Anglais.
Le château a fait partie d'un ensemble de 5 ouvrages constituant la ligne de défense de la forêt de Cruye pendant la Guerre de Cent Ans. Les autres châteaux étaient : le château d'Hennemont, le château de Bethemont, le château de La Montjoie (vestiges à 2 km à l'est) et le château de Sainte-Gemme (Yvelines).
Le château a cristallisé la création d'un hameau appelé Saint-Jacques de Retz, devenu en 1790, partie du village de Chambourcy.
Le château a été incendié, ainsi que l'abbaye de Joyenval proche (autre fondation de Barthélémy de Roye), par les Anglais en 1346 commandés par le « Prince Noir ». Il est ensuite restauré par Charles V dit le Sage qui y séjourne plusieurs fois. Charles VI dit le Bien-Aimé et Isabeau de Bavière s'en servent de temps en temps. Puis en 1431, le château ainsi que le village Saint-Jacques de Retz subissent de nouveau les attaques des Anglais. 
Cette seigneurie de Retz a été offerte par Louis XI à son écuyer maître queux Pierre Cœuret vers 1485.
Malgré cette reprise par la famille Cœuret de Valmartin (ou Vaumartin à l'époque, hameau de la commune de Saint-Nom-la-Bretèche), le château est détruit au XVIIe siècle sous Louis XIV. Il ne reste alors que des pans de mur et le donjon. Il n'apparait plus que sous forme de ruine sur les cartes de Laseigne, Géographe des Bâtiments du roi en 1769. Il est ensuite rasé complètement sous Louis XV afin de libérer les terrains de chasse de la forêt de Marly.

## Le nom
Le nom de Roye est synonyme de Roys, Roai, Ray, Rais ou Raiz. Il a évolué dans le temps au fil des différentes prononciations anciennes. Puis il est devenu définitivement Retz à la fin du XVIIe siècle par substitution avec le nom des propriétaires de la forêt de l'époque : Retz, tire ducal de la famille de Gondi.

## Vestiges

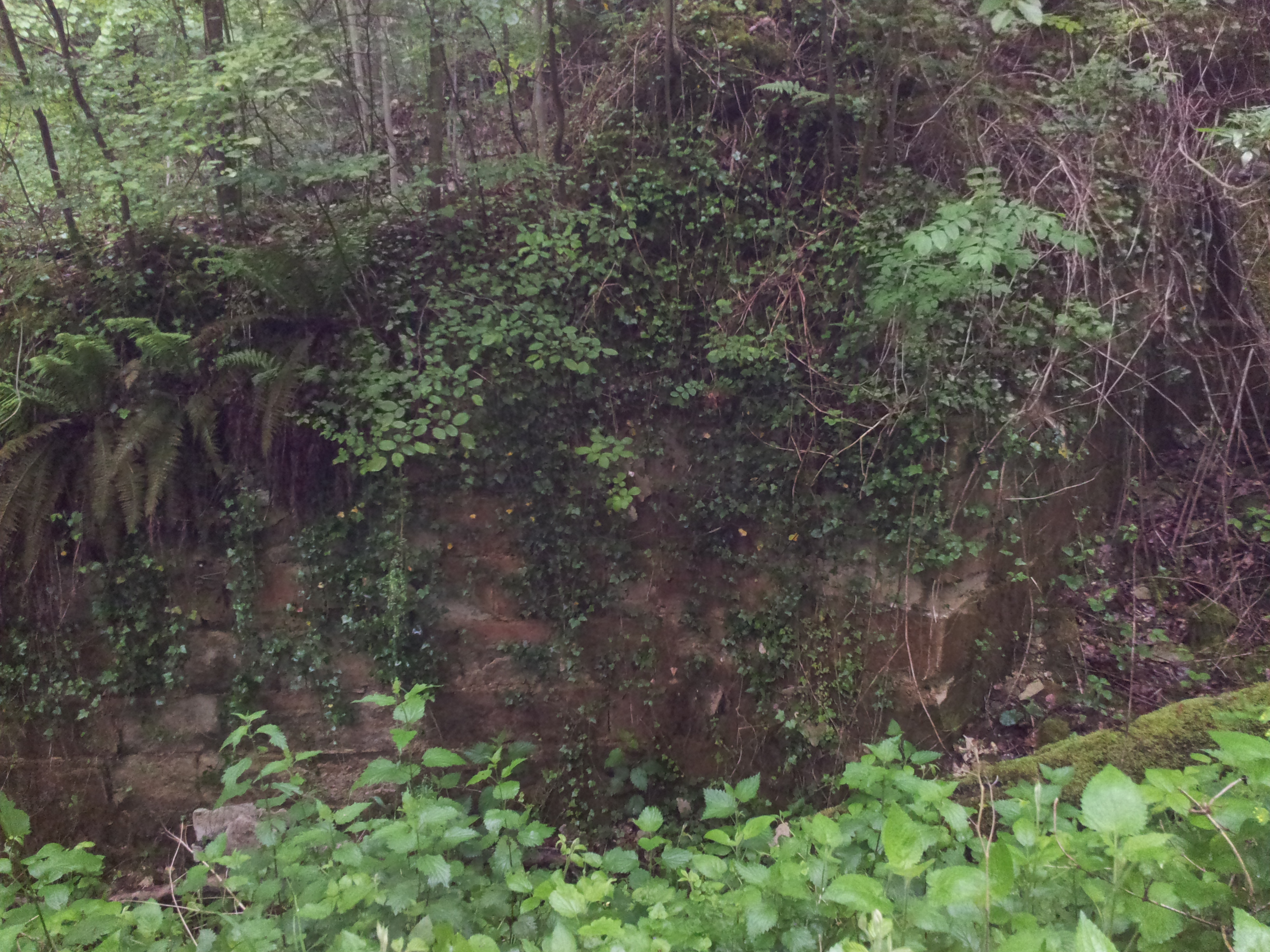
Restes de fondation du mur d'enceinte

Du château, il ne reste plus que des vestiges à peine visibles au nord du Valmartin, à deux pas de l'autoroute de Normandie A13 et du chemin de grande randonnée N° 1. À la suite d'une demande d'autorisation de fouille de la part de l'association HISCREA en 1983, le site a pu faire l'objet d'une fouille succincte en 1993 qui a pu dégager une partie des murs d'enceinte, des tours, de salles avec arêtes d'ogive.

Les douves sont encore là et soulignent l'architecture globale d'origine. La forme générale du château est celle d'un carré de 65 mètres de côté pour la partie à l'intérieur des douves, 80 mètres pour l'ensemble. Plusieurs portions sont encore visibles.

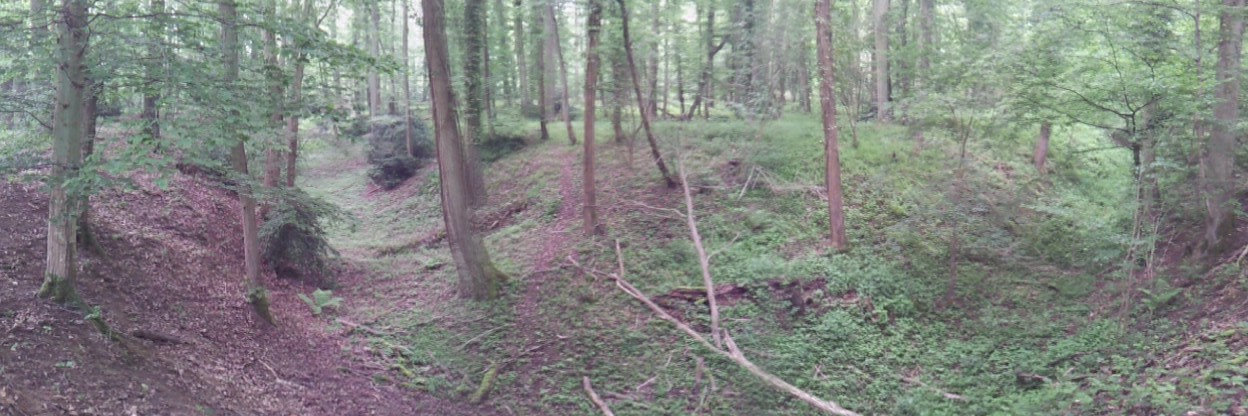
Panoramique des douves depuis la pointe nord

Il existait probablement un tunnel entre le château de Retz et celui de Sainte-Gemme. Ces tunnels se sont souvent éboulés dans un passé proche et ont été comblés de sable à chaque apparition.